# The Mars Voltas diskografi
The Mars Volta är ett amerikanskt progressiv rockband grundat 2001. De består av Omar Rodríguez-López, Cedric Bixler-Zavala, Juan Alderete, Marcel Rodriguez-Lopez och Deantoni Parks. The Mars Volta har hittills släppt sex studioalbum, ett livealbum, två EP och tio singlar. 
Bandets första studioalbum, De-Loused in the Comatorium, släpptes 2003 efter att de hade genomfört en turné i Europa som förband till Red Hot Chili Peppers. Albumet är producerat av Rick Rubin och bygger på historien om artisten Julio Venegas (från El Paso, Texas) som begick självmord 1996. Bandet släppte 2005 sitt andra album, Frances the Mute, vilket är baserat på en berättelse från en dagbok som bandmedlemmen Jeremy Ward hittade i en bil. Albumet sålde över 100 000 exemplar den första veckan efter att det släppts och kom direkt in som fyra på Billboard 200-listan. Den första singeln från albumet var "The Widow", som nådde 20:e plats på UK Singles Chart. Livealbumet Scabdates släpptes senare samma år. Deras tredje studioalbum Amputechture släpptes 2006 och debuterade på en 9:e plats på Billboard 200. Det sålde över 59 000 exemplar den första veckan. Det fjärde studioalbumet The Bedlam in Goliath släpptes 2008 och debuterade på en 3:e plats på Billboard 200.
2009 släppte The Mars Volta sitt femte studioalum, Octahedron, vilket är bandets första album utgivet av Warner Bros. Records. Från albumet har det släppts två singlar, "Cotopaxi" och "Since We've Been Wrong". Bandets senaste album, Noctourniquet, släpptes 2012 och från albumet släpptes singeln "The Malkin Jewel".

## Album

### Studioalbum
| År                                                    | Albuminformation | Högsta listplaceringar | Högsta listplaceringar | Högsta listplaceringar | Högsta listplaceringar | Högsta listplaceringar | Högsta listplaceringar | Högsta listplaceringar | Högsta listplaceringar | Högsta listplaceringar | Högsta listplaceringar | Certifikat               |
| År                                                    | Albuminformation | USA                    | AUS                    | BEL                    | FIN                    | NLD                    | NZ                     | NOR                    | SVE                    | SCH                    | UK                     | Certifikat               |
| ----------------------------------------------------- | --- | ---------------------- | ---------------------- | ---------------------- | ---------------------- | ---------------------- | ---------------------- | ---------------------- | ---------------------- | ---------------------- | ---------------------- | ------------------------ |
| 2003                                                  | De-Loused in the Comatorium - Släppt: 24 juni 2003 - Skivbolag: GSL (GSL #75), Strummer, Universal (B#0000593-02) - Format: CD, LP | 39                     | 47                     | —                      | —                      | 74                     | —                      | —                      | —                      | —                      | 43                     | - KAN: Guld - UK: Silver |
| 2005                                                  | Frances the Mute - Släppt: 1 mars 2005 - Skivbolag: GSL (GSL #96), Strummer, Universal (B#0004129-02) - Format: CD, LP             | 4                      | 9                      | 13                     | 14                     | 34                     | 21                     | 1                      | 12                     | 81                     | 23                     |                          |
| 2006                                                  | Amputechture - Släppt: 12 september 2006 - Skivbolag: GSL (GSL #126), Universal (B#0007214-02) - Format: CD, LP                    | 9                      | 6                      | 39                     | 18                     | 54                     | 16                     | 12                     | 27                     | 88                     | 49                     |                          |
| 2008                                                  | The Bedlam in Goliath - Släppt: 29 januari 2008 - Skivbolag: Universal (B#0010617-02) - Format: CD, LP, USB                        | 3                      | 3                      | 35                     | 9                      | 42                     | 13                     | 10                     | 32                     | 57                     | 42                     |                          |
| 2009                                                  | Octahedron - Släppt: 23 juni 2009 - Skivbolag: Warner Bros., Rodriguez-Lopez Productions (#00602527084916) - Format: CD, LP        | 12                     | 41                     | 78                     | 27                     | —                      | —                      | 20                     | 51                     | 54                     | 64                     |                          |
| 2012                                                  | Noctourniquet - Släppt: 27 mars 2012 - Skivbolag: Warner Bros., Rodriguez-Lopez Productions (#9362495184) - Format: CD, LP         | 15                     | 18                     | 90                     | 23                     | 61                     | 25                     | 34                     | —                      | 47                     | 51                     |                          |
| "—" betecknar att albumet inte tog sig upp på listan. | |                        |                        |                        |                        |                        |                        |                        |                        |                        |                        |                          |

### Biografialbum
| År   | Albuminformation                                                                                        |
| ---- | --- |
| 2008 | Mars Volta The Lowdown - Släppt: 16 maj 2008 - Skivbolag: Chrome Dreams - Distributör: SPD - Format: CD |

### Livealbum
| År   | Albuminformation |
| ---- | --- |
| 2005 | Scabdates[a] - Släppt: 8 november 2005 - Skivbolag: GSL (GSL #118), Strummer, Universal (B#0005644-02) - Format: CD, LP |

Noteringar
- ^  Var på plats 76 på Billboard 200.[2]

## EP-skivor
| År   | Albuminformation                                                                            |
| ---- | ------------------------------------------------------------------------------------------- |
| 2002 | Tremulant - Släppt: 2 april 2002 - Skivbolag: GSL (GSL #54) - Format: CD, LP                |
| 2003 | Live - Släppt: 1 juli 2003 - Skivbolag: GSL, Strummer, Universal (B0001844-02) - Format: CD |

## Singelskivor

### Singlar
| År                                                    | Titel                    | Högsta listplaceringar | Högsta listplaceringar | Högsta listplaceringar | Högsta listplaceringar | Album                       |
| År                                                    | Titel                    | US                     | US Main.               | US Mod.                | UK                     | Album                       |
| ----------------------------------------------------- | ------------------------ | ---------------------- | ---------------------- | ---------------------- | ---------------------- | --------------------------- |
| 2004                                                  | "Inertiatic ESP"         | —                      | —                      | —                      | 42                     | De-Loused in the Comatorium |
| 2004                                                  | "Televators"             | —                      | —                      | —                      | 41                     | De-Loused in the Comatorium |
| 2005                                                  | "The Widow"              | 95                     | 25                     | 7                      | 20                     | Frances the Mute            |
| 2005                                                  | "L'Via L'Viaquez"        | —                      | —                      | —                      | 53                     | Frances the Mute            |
| 2006                                                  | "Viscera Eyes"           | —                      | —                      | —                      | —                      | Amputechture                |
| 2007                                                  | "Wax Simulacra"          | —                      | —                      | —                      | —                      | The Bedlam in Goliath       |
| 2008                                                  | "Goliath"                | —                      | —                      | —                      | —                      | The Bedlam in Goliath       |
| 2009                                                  | "Cotopaxi"               | —                      | —                      | —                      | —                      | Octahedron                  |
| 2009                                                  | "Since We've Been Wrong" | —                      | —                      | —                      | —                      | Octahedron                  |
| 2012                                                  | "The Malkin Jewel"       | —                      | —                      | —                      | —                      | Noctourniquet               |
| "—" betecknar att singeln inte tog sig upp på listan. |                          |                        |                        |                        |                        |                             |

## Musikvideor
| År   | Titel                           | Regissör(er)         |
| ---- | ------------------------------- | -------------------- |
| 2003 | "Son et Lumière/Inertiatic ESP" | Omar Rodríguez-López |
| 2004 | "Televators"                    | The Saline Project   |
| 2005 | "The Widow"                     | Jim Agnew            |
| 2005 | "L'Via L'Viaquez"               | Omar Rodríguez-López |
| 2007 | "Wax Simulacra"                 | Jorge Hernandez      |
| 2008 | "Aberinkula"                    | Omar Rodríguez-López |
| 2008 | "Goliath"                       | Omar Rodríguez-López |
| 2008 | "Askepios"                      | Omar Rodríguez-López |
| 2008 | "Ilyena"                        | Omar Rodríguez-López |
| 2009 | "Cotopaxi"                      | Omar Rodríguez-López |
| 2009 | "Since We've Been Wrong"        | Omar Rodríguez-López |